# Thập niên 10
Thập niên 10 hay thập kỷ 10 chỉ đến những năm từ 10 đến 19.